# Celeus
Celeus es un género de aves piciformes perteneciente a la familia Picidae que agrupa a especies nativas del Neotrópico, donde se distribuyen desde el sur de México a través de América Central y del Sur hasta el noreste de Argentina. A sus miembros se les conoce por el nombre popular de carpinteros.

## Características
Viven en ambientes de sabana con palmeras y algunos bosques de bambú principalmente de Sudamérica. Son especies que suelen vivir en parejas muy dispersas por el territorio. Sus cabezas suelen ser de color amarillo o rojo, con rayas gulares que en general los hacen inconfundibles. El canto que emiten en vuelo es muy característico de este género, y lo diferencia de los Colaptes, muy parecidos en cuanto a morfología y tamaño.

## Lista de especies
Según la clasificaciones del Congreso Ornitológico Internacional (IOC) (versión 4.3, 2014) y Clements Checklist 6.9 el género agrupa a las siguientes especies, con las debidas diferencias comentadas entre las mismas:
- Celeus loricatus (Reichenbach), 1854 - carpintero canelo;[4]
- Celeus grammicus (Natterer & Malherbe), 1845 - carpintero rojizo;[4]
- Celeus undatus (Linnaeus), 1766 - carpintero ondoso;[4]
- Celeus castaneus (Wagler), 1829 - carpintero castaño,[4] carpintero castaño ocre;
- Celeus elegans (Statius Muller), 1776 - carpintero elegante,[4] carpintero castaño;
- Celeus lugubris (Malherbe), 1851 - carpintero lúgubre,[4] carpintero cabeza blanca, carpintero cabeza pajiza;
- Celeus flavescens (Gmelin), 1788 - carpintero amarillento,[4] carpintero cabeza amarilla;
  - Celeus ochraceus (Spix), 1824 - carpintero dorsiocráceo;[6]
- Celeus flavus (Statius Muller), 1776 - carpintero amarillo[4]
- Celeus spectabilis Sclater, PL & Salvin, 1880 - carpintero cabecirrufo,[4] carpintero de cabeza rufa;
- Celeus obrieni Short, 1973 - carpintero de la caatinga[7]  (especie redescubierta después de ochenta años sin registros);[8]
- Celeus torquatus (Boddaert), 1783 - carpintero pechinegro,[4] carpintero de pecho negro;
  - Celeus occidentalis (Hargitt), 1889 - carpintero pechinegro amazónico;[9][10]
  - Celeus tinnunculus (Wagler), 1829 - carpintero pechinegro del Atlántico.[11][12]

## Taxonomía
En el pasado se incluía a una especie asiática, el carpintero rufo, aunque las demás especies de Celeus eran nativas del Neotrópico, pero en la actualidad se clasifica en su propio género monotípico: Micropternus brachyurus, basándose en análisis de ADN, de a Benz et al 2006.
La especie C. ochraceus es considerada como separada de C. flavescens por el IOC, Aves del Mundo (HBW) y Birdlife International (BLI). El Comité de Clasificación de Sudamérica reconoció la separación mediante la aprobación de la Propesta N.º 742, com base en los estudios genéticos y de vocalización de Benz & Robbins (2011).
Las especies C. occidentalis y C. tinnunculus son consideradas como separadas de C. torquatus por HBW y BLI y como las subespecies C. torquatus occidentalis y C. torquatus tinnunculus por el IOC y Clements.